# Jules de Polignac (1780-1847)
Jules Auguste Armand Marie vorst de Polignac, 3e hertog van Polignac (Versailles, 14 mei 1780 - Saint-Germain-en-Laye, 2 maart 1847) was een Frans politicus.

## Achtergrond
Polignac was de zoon van Jules de Polignac (1746-1817), graaf en vanaf 1780 1e hertog van Polignac, die getrouwd was met Martine de Polastron, de gouvernante van de kinderen van koningin Marie Antoinette. Polignac was aanvankelijk graaf, werd vervolgens in 1820 verheven tot pauselijk prins, in 1838 tot Beiers vorst (Frans: prince) en hij volgde na de dood van zijn broer op 1 maart 1847 op als 3e hertog van Polignac (wat hij dus slechts enkele uren was). Zijn vader had grote invloed op de koningin en was vooral bezig de rijkdom van zijn geslacht te vermeerderen, waardoor hij niet alleen zichzelf, maar ook de koningin zeer impopulair maakte.
Speculaties dat Jules Auguste Armand Marie de buitenechtelijke zoon was van de graaf van Artois, de latere koning Karel X, zijn niet geheel uit de lucht gegrepen. Zeker is dat de graaf van Artois een womanizer was en rond 1780 een affaire had met Martine de Polastron. De band tussen Jules en Karel X was in ieder geval altijd zeer hecht.

## Politieke carrière
Polignac was een fel tegenstander van het liberalisme en de hervormingen die de Franse Revolutie hadden gebracht. In 1804 werd hij samen met Cadoudal en Pichegru in verband gebracht met een samenzwering tegen keizer Napoleon I. Vervolgens zat Polignac tot 1813 gevangen. Na de Restauratie van de Bourbons in 1814 werd hij een vooraanstaand politicus van de ultraroyalisten (voorstanders van het herstel van de absolute monarchie en de macht van de adel).
In 1820 ontving hij van de paus de titel Prins-troonassistent van Zijne Heiligheid. In 1823 werd Polignac ambassadeur in Londen.
Op 8 augustus 1829 benoemde koning Karel X hem tot minister van Buitenlandse Zaken en premier. In die functie gaf hij op 31 januari 1830 opdracht tot de bezetting van Algiers, om voorgoed af te rekenen met de overlast voor de scheepvaart van de Barbarijse zeerovers. Deze expeditie was het startpunt van de Franse verovering van Algerije.
Verder vaardigde Polignac samen met koning Karel X in juli 1830 de zogenaamde Juliordonnanties uit, met als doel het maatschappelijk leven van Frankrijk beter te controleren. Deze ordonnanties leidden uiteindelijk tot de Julirevolutie, toen het Franse volk massaal in opstand kwam tegen het autocratisch bewind van koning en minister-president. De koning trok haastig de ordonnanties in, maar het was al te laat. Op 29 juli werd Polignac ontslagen als minister-president. Twee dagen later deed Karel X troonsafstand en Polignac vluchtte naar Normandië, waar hij een tijdje later werd gearresteerd in Granville.
Jules de Polignac werd berecht voor de Chambre des pairs (Kamer van Edelen). Hij werd in december 1830 uit zijn burgerrechten ontzet en veroordeeld tot een levenslange gevangenisstraf. Hij werd gevangengezet in Ham. In 1836 werd hem gratie verleend en ging hij naar Engeland. Tijdens zijn gevangenschap schreef hij Considerations politiques (1832). Na enige jaren in Engeland te hebben verbleven keerde hij naar Frankrijk terug, op voorwaarde dat hij zich niet meer met de politiek zou bemoeien. In 1838 werd hij in het koninkrijk Beieren opgenomen in de vorstenstand en verkregen hij en zijn nakomelingen, zowel mannelijk als vrouwelijk, de titel van vorst(in).
Jules de Polignac was een gelovig en vroom rooms-katholiek. Polignac geloofde dat hij als premier bezig was een heilige missie te vervullen en hij verklaarde visioenen van de Heilige Maagd Maria te hebben waargenomen. Hij geloofde heilig dat God aan zijn zijde stond, hoewel de groeiende macht van de kerk in Frankrijk hem weinig interesseerde: zijn geloofsleven ervoer hij vooral als iets persoonlijks.
- Bibliothèque nationale de France: cb107462157 (data)
- Gemeinsame Normdatei: 104152095
- International Standard Name Identifier: 0000 0000 8132 0866
- Library of Congress Control Number: n90723414
- Base Léonore: LH//2192/15
- Nationale Bibliotheek van Polen: a0000003707416
- Nederlandse Thesaurus van Auteursnamen: 070066108
- Istituto Centrale per il Catalogo Unico: UBOV470062
- SNAC: w6v41x2d
- Système universitaire de documentation: 08284450X
- Virtual International Authority File: 53321044
- WorldCat: E39PBJrC8XbxqwrPxG9HJyMByd